# As Horas (filme)
The Hours (bra/prt: As Horas) é um filme britano-americano de 2002, do gênero drama, dirigido por Stephen Daldry, com roteiro de David Hare baseado no livro homônimo de Michael Cunningham, vencedor do Prêmio Pulitzer de 1999.
O filme narra a história de três mulheres de gerações diferentes cujas vidas são entrelaçadas pelo romance Mrs. Dalloway, de Virginia Woolf: Clarissa Vaughn (Streep), uma editora nova-iorquina que prepara uma festa de comemoração pelo prêmio literário recebido por seu amigo de longa data, Richard (Harris), que sofre de AIDS, em 2001; Laura Brown (Moore), uma dona de casa grávida que tenta sustentar um casamento infeliz em Los Angeles, em 1950; e a própria Virginia Woolf (Kidman), que vive no interior da Inglaterra com seu marido, em 1923, e tenta escrever seu livro enquanto sofre de depressão e é atormentada por ideias suicidas.[carece de fontes?]
O filme estreou nas cidades de Los Angeles e de Nova Iorque no Natal de 2002. Dois dias depois, em 27 de dezembro de 2002, ele passou a ser exibido em cinemas selecionados nos Estados Unidos e no Canadá, para só então, em janeiro de 2003, ser lançado em toda a América do Norte. No Brasil, o filme estreou em 28 de fevereiro de 2003, enquanto em Portugal a estreia ocorreu no dia 14 de março do mesmo ano.[carece de fontes?]
Em geral, The Hours foi recebido positivamente pela crítica especializada, recebendo nove indicações ao Oscar, onde conseguiu uma vitória para Nicole Kidman na categoria de melhor atriz, além de ter sido premiado com o Globo de Ouro de melhor filme e de melhor atriz em filme dramático dentre as sete indicações que recebeu.

## Sinopse
Com a exceção da cena de abertura e da cena de encerramento, que retratam o suicídio de Virginia Woolf no rio Ouse, em 1941, a ação do filme se passa durante o período de um único dia em três anos diferentes, que se alternam ao longo da narrativa. Em 1923, Virginia começa a escrever o romance Mrs. Dalloway em sua casa na cidade de Richmond, no interior da Inglaterra. Em 1951, a dona de casa Laura Brown vê na leitura de Mrs. Dalloway uma oportunidade para escapar da rotina convencional que leva com o marido e o filho em Los Angeles. Em 2001, a nova-iorquina Clarissa Vaughn personifica a personagem-título do romance ao passar o dia preparando uma festa em homenagem ao seu amigo e ex-namorado Richard, um escritor que há anos vive com AIDS e que está prestes a receber um renomado premio literário. Richard frequentemente se refere a Clarissa como "Mrs. Dalloway", porque, assim como a personagem descrita por Woolf, ela está sempre procurando se distrair com preocupações menores para evitar encarar a própria vida.[carece de fontes?]

## Elenco
1923
- Nicole Kidman como Virginia Woolf
- Stephen Dillane como Leonard Woolf
- Miranda Richardson como Vanessa Bell
- Lyndsey Marshal como Pottie Hope
- Linda Bassett como Nellie Boxall

1950
- Julianne Moore como Laura Brown
- John C. Reilly como Dan Brown
- Toni Collette como Kitty
- Jack Rovello como Richard "Richie" Brown
- Margo Martindale como Mrs. Latch

2001
- Meryl Streep como Clarissa Vaughn
- Ed Harris como Richard Brown
- Allison Janney como Sally Lester
- Claire Danes como Julia Vaughn
- Jeff Daniels como Louis Waters

## Recepção
The Hours teve aclamação por parte da crítica especializada. Com classificação de 81% em base de 187 revisões, o Rotten Tomatoes publicou um consenso: "O filme pode ser um infortúnio, mas embala-se num soco emocional. Uma série de boas atuações em exibição".

## Prêmios e indicações
| Prêmio                             | Categoria                               | Recipiente                                  | Resultado                   |
| ---------------------------------- | --------------------------------------- | ------------------------------------------- | --------------------------- |
| Oscar 2003                         | Melhor atriz                            | Nicole Kidman                               | Venceu                      |
| Oscar 2003                         | Melhor filme                            | Scott Rudin, Robert Fox                     | Indicado                    |
| Oscar 2003                         | Melhor diretor                          | Stephen Daldry                              | Indicado                    |
| Oscar 2003                         | Melhor atriz coadjuvante                | Julianne Moore                              | Indicado                    |
| Oscar 2003                         | Melhor ator coadjuvante                 | Ed Harris                                   | Indicado                    |
| Oscar 2003                         | Melhor trilha sonora                    | Philip Glass                                | Indicado                    |
| Oscar 2003                         | Melhor roteiro adaptado                 | David Hare                                  | Indicado                    |
| Oscar 2003                         | Melhor edição                           | Peter Boyle                                 | Indicado                    |
| Oscar 2003                         | Melhor figurino                         | Ann Roth                                    | Indicado                    |
| Globo de Ouro 2003                 | Melhor filme - drama                    | Scott Rudin, Robert Fox                     | Venceu                      |
| Globo de Ouro 2003                 | Melhor atriz - drama                    | Nicole Kidman                               | Venceu                      |
| Globo de Ouro 2003                 | Melhor diretor                          | Stephen Daldry                              | Indicado                    |
| Globo de Ouro 2003                 | Melhor atriz - drama                    | Meryl Streep                                | Indicado                    |
| Globo de Ouro 2003                 | Melhor ator coadjuvante                 | Ed Harris                                   | Indicado                    |
| Globo de Ouro 2003                 | Melhor roteiro                          | David Hare                                  | Indicado                    |
| Globo de Ouro 2003                 | Melhor trilha sonora                    | Philip Glass                                | Indicado                    |
| BAFTA 2003                         | Melhor atriz                            | Nicole Kidman                               | Venceu                      |
| BAFTA 2003                         | Melhor trilha sonora                    | Philip Glass                                | Venceu                      |
| BAFTA 2003                         | Melhor filme britânico                  | Scott Rudin, Robert Fox                     | Indicado                    |
| BAFTA 2003                         | Melhor filme                            | Scott Rudin, Robert Fox                     | Indicado                    |
| BAFTA 2003                         | Melhor diretor                          | Stephen Daldry                              | Indicado                    |
| BAFTA 2003                         | Melhor atriz                            | Meryl Streep                                | Indicado                    |
| BAFTA 2003                         | Melhor atriz coadjuvante                | Julianne Moore                              | Indicado                    |
| BAFTA 2003                         | Melhor ator coadjuvante                 | Ed Harris                                   | Indicado                    |
| BAFTA 2003                         | Melhor roteiro adaptado                 | David Hare                                  | Indicado                    |
| BAFTA 2003                         | Melhor maquiagem e caracterização       | Ivana Primorac                              | Indicado                    |
| BAFTA 2003                         | Melhor montagem                         | Peter Boyle                                 | Indicado                    |
| Grande Prêmio do Cinema Brasileiro | Melhor filme estrangeiro                | Scott Rudin, Robert Fox                     | Indicado[carece de fontes?] |
| Festival de Berlim 2003            | Melhor elenco feminino (Urso de Prata)  | Meryl Steep, Nicole Kidman e Julianne Moore | Venceu                      |
| Festival de Berlim 2003            | Prêmio do leitor do Berliner Morgenpost | Prêmio do leitor do Berliner Morgenpost     | Venceu                      |
| Festival de Berlim 2003            | Melhor filme (Urso de Ouro)             | Scott Rudin, Robert Fox                     | Indicado                    |